# مرکز پزشکی آنادولو
مرکز پزشکی آنادولو (به انگلیسی: Anadolu Medical Center) بیمارستانی در ترکیه است که در ۲۰۰۵ میلادی ساخته شد و دارای ۲۶۸ تخت است.